# Curva de demanda

Um exemplo de deslocamento da curva de demanda. D1 e D2 são posições alternativas da curva de demanda, S é a curva de oferta e P e Q são preço e quantidade, respectivamente. A mudança de D1 para D2 significa um aumento na demanda com consequências para as demais variáveis

Em economia, uma curva de demanda é um gráfico que mostra a relação entre o preço de uma determinada mercadoria (o eixo y) e a quantidade dessa mercadoria que é demandada a esse preço (o eixo x). As curvas de demanda podem ser usadas para a relação preço-quantidade para um consumidor individual (uma curva de demanda individual) ou para todos os consumidores em um mercado específico (uma curva de demanda de mercado).
Supõe-se geralmente que as curvas de demanda se inclinam para baixo, conforme mostrado na imagem ao lado. Isso se deve à lei da demanda: para a maioria dos bens, a quantidade demandada cai se o preço aumentar. Certas situações inusitadas não seguem esta lei. Estes incluem bens de Veblen, bens de Giffen e bolhas especulativas onde os compradores são atraídos por uma mercadoria se seu preço subir.
As curvas de demanda são usadas para estimar o comportamento em mercados competitivos e são frequentemente combinadas com curvas de oferta para encontrar o preço de equilíbrio (o preço pelo qual os vendedores juntos estão dispostos a vender a mesma quantidade que os compradores estão dispostos a comprar, também conhecido como preço de compensação do mercado) e a quantidade de equilíbrio (a quantidade desse bem ou serviço que será produzida e comprada sem excedente/excesso de oferta ou escassez/excesso de demanda) desse mercado.:57
O movimento "ao longo da curva de demanda" refere-se a como a quantidade demandada muda quando o preço muda. Um "deslocamento da curva de demanda" ocorre quando, mesmo que o preço permaneça constante, a quantidade demandada muda devido a algum outro fator, como publicidade ou qualidade superior, que não está em um dos eixos do diagrama, resultando em um deslocamento de todo o curva de demanda em vez de apenas uma mudança no preço e na quantidade atuais.
As curvas de demanda são estimadas por uma variedade de técnicas. O método usual é coletar dados sobre preços passados, quantidades e variáveis como renda do consumidor e qualidade do produto que afetam a demanda e aplicar métodos estatísticos, variantes da regressão múltipla. Pesquisas e experimentos com consumidores são fontes alternativas de dados. Para as formas de uma variedade de curvas de demanda de bens, veja o artigo elasticidade-preço da demanda.

## Forma da curva de demanda
A curva de demanda normalmente se inclina para baixo devido à lei da demanda, que afirma que existe uma relação inversamente proporcional entre preço e demanda de uma mercadoria.
As curvas de demanda geralmente são representadas graficamente como linhas retas, onde a e b são parâmetros:
{\displaystyle Q=a+bP{\text{ onde }}b<0} .
A constante a incorpora os efeitos de todos os fatores, exceto o preço, que afetam a demanda. Se a renda mudasse, por exemplo, o efeito da mudança seria representado por uma mudança no valor de "a" e refletido graficamente como um deslocamento da curva de demanda. A constante b é a inclinação da curva de demanda e mostra como o preço do bem afeta a quantidade demandada.
O gráfico da curva de demanda usa a função de demanda inversa na qual o preço é expresso em função da quantidade. A forma padrão da equação de demanda pode ser convertida para a equação inversa resolvendo para P:
{\displaystyle P={\frac {Q}{b}}-{\frac {a}{b}}} .